# Eoban
Eoban (Engeland, ? - bij Dokkum, 5 juni 754) was een Angelsaksische bisschop en is heilig verklaard. Eoban was een monnik bij de benedictijnen en werd priester. Samen met Bonifatius en Willibrord evangeliseerde hij in Friesland. Hij werd wellicht door Bonifatius benoemd tot bisschop of hulpbisschop van Utrecht en stierf als martelaar in 754. Zijn feestdag is op 5 juni.
De stoffelijke resten van de bisschoppen Eoban (Utrecht) en Adolar (Erfurt) werden eerst, net als die van Bonifatius, naar Fulda overgebracht en vervolgens naar Erfurt. Hun graven kwamen daar in 1154 aan het licht bij de bouw van de romaanse kloosterkerk van de Maagd Maria; het graf van Adolar op 2 april en dat van Eoban op 26 juli. Die data werden jaarlijkse feestdagen. Er kwamen veel gelovigen naar het nieuwe graf om beide martelaren om voorspraak te vragen. De zilveren grafkist werd echter in 1525 - dus na de reformatie - op last van het stadsbestuur omgesmolten en er werden munten van geslagen, de 'Sargpfennige'. Later werd een stenen graftombe, versierd met beeldhouwwerk met de relikwieën van de twee martelaren in de crypte geplaatst. In de jaren 30 werd deze voorzien van een bronzen dekplaat.
Het barokke hoogaltaar van de Mariadom van Erfurt werd in 1697 gemaakt door Johann Andreas Gröber uit Heiligenstadt en bevat onder meer levensgrote beelden van de martelaren Adolar en Eoban, Bonifatius als bisschop van Mainz en stichter van het bisdom Erfurt, Martinus als patroonheilige van het (toenmalige) bisdom Erfurt en van Petrus en Paulus.